# Drift (Utrecht)

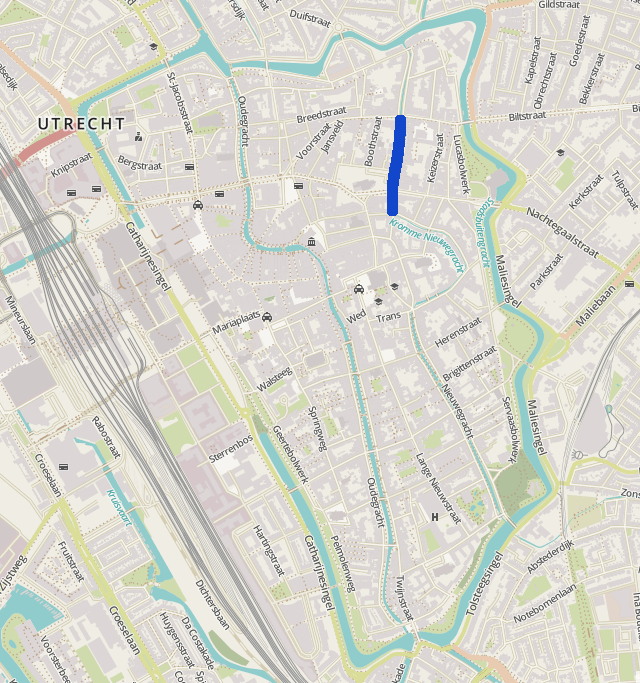
Locatie van de Drift

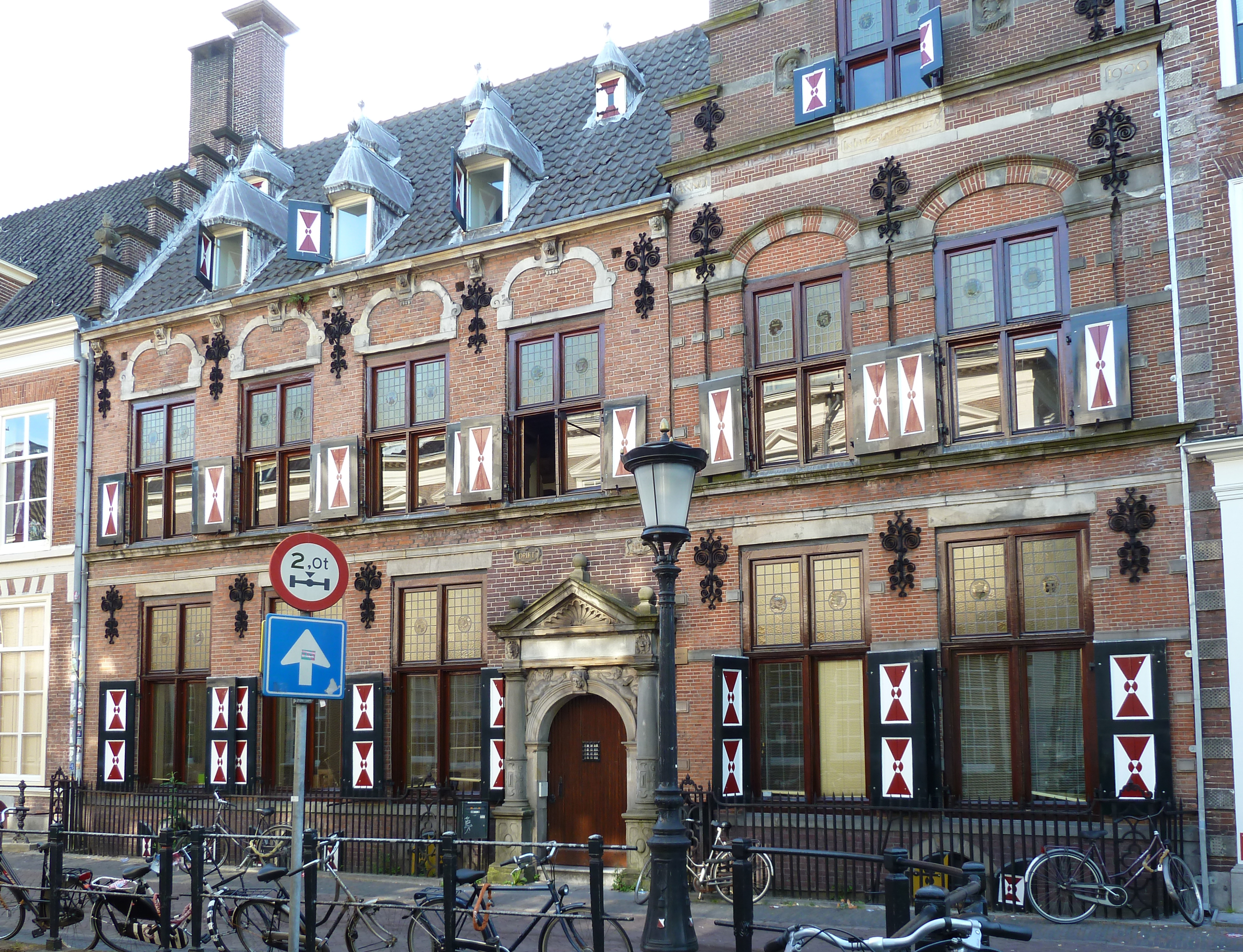
Huis Ledenberch

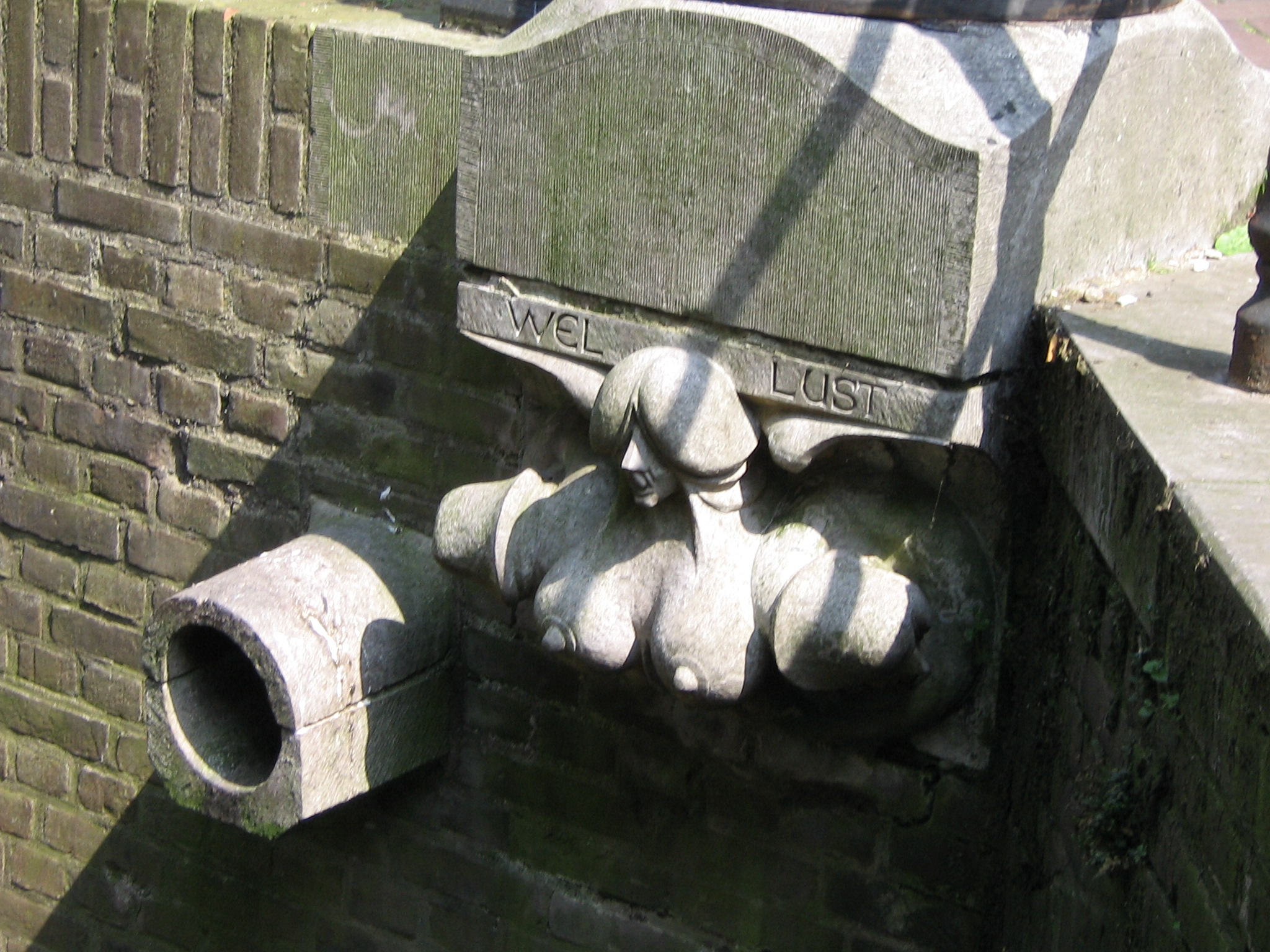
De Wellust, een der zeven hoofdzonden, uitgebeeld langs het water

De Drift is een gracht en straat in de binnenstad van de Nederlandse stad Utrecht. Ze sluit aan op de Kromme Nieuwegracht in het zuiden en heeft haar vervolg in de Plompetorengracht in het noorden. Vandaag de dag wordt ze doorsneden door de doorlopende weg/busbaan over het Janskerkhof en de Nobelstraat; vroeger was de Drift als verkeersader echter van meer betekenis.
De benaming drift staat oorspronkelijk voor een weg waarlangs de boeren hun vee naar Utrecht dreven. De gracht werd tussen 1390 en 1393 samen met de Nieuwegracht, de Kromme Nieuwegracht en de Plompetorengracht gerealiseerd, waarschijnlijk om de ontwatering van het gebied te verbeteren als voorbereiding op de aanleg van de bebouwing.
Het tracé van de Drift liep langs de immuniteit van Sint-Jan. De erven van de claustrale huizen strekten zich uit tot aan de gracht. Net als de Kromme Nieuwegracht heeft de Drift daardoor aan de westzijde geen straat. De huizen zijn er bereikbaar door middel van zeven particuliere bruggen over de gracht. Bovendien zijn er langs de Drift geen werven voor de werfkelders. Er zijn vier openbare bruggen: de Jansdambrug bij de overgang van de Kromme Nieuwegracht naar de Drift, de Stammetsbrug ter hoogte van de Nobelstraat, de Maarsbergerbrug aan de noordzijde van het Janskerkhof en de Driftbrug bij de overgang van de Drift naar de Plompetorengracht ter hoogte van de Wittevrouwenstraat.
Aan de Drift liggen verscheidene monumentale panden. Het oudste daarvan, Huis Renesse, heeft een façade die niet ouder is dan de achttiende eeuw, al gaan de oudste delen van het gebouw terug tot in de late Middeleeuwen. Een deel van de overige gevels is negentiende-eeuws en in classicistische stijl gebouwd, een aantal andere gevels zijn neogotisch en twintigste-eeuws. In 1807 bracht koning Lodewijk Napoleon Bonaparte zijn residentie van Den Haag over naar Utrecht en kocht een aantal panden aan aan de Drift en Wittevrouwenstraat die hij tot een paleis liet verbouwen. Hij gebruikte het nieuwe complex maar kortstondig als zijn verblijfplaats, maar in 1811 kreeg het nog wel een bezoek van keizer Napoleon Bonaparte.
De Drift biedt plaats aan verscheidene gebouwen van de Universiteit Utrecht, van de Faculteit Geesteswetenschappen (Letterenstudies) en de Faculteit Recht, Economie, Bestuur en Organisatie (Rechtsgeleerdheid). Ook is de sociëteit Hestia van UVSV/NVVSU hier gevestigd.
Aan de gracht staan gietijzeren gaslantaarns uit 1857. Na de aanleg van het elektriciteitsnet verdwenen in eerste instantie deze lantaarns. Met de grootschalige restauraties vanaf 1948 van de Utrechtse werven en werfkelders, werd besloten de oude opgeslagen lantaarnpalen weer terug aan te brengen. De lampenkap werd aangepast naar ontwerp van Pyke Koch. De plaatsing was wel problematisch aangezien de lantaarnpalen wegens ruimtegebrek op de muur dienden te komen, die echter te smal is voor de lantaarnvoet. De oplossing werd gevonden in het aanbrengen van een console onder de lantaarnvoet. Al vroeg ontwikkelde zich tevens het idee deze te gebruiken als een soort openbaar kunstbezit door de console aan de grachtzijde van beeldhouwwerk te voorzien. Op de gebeeldhouwde lantaarnconsoles aan deze gracht worden onder meer de zeven hoofdzonden uitgebeeld.
In 2010 werd bekend dat de Universiteit plannen heeft voor een grootschalige verbouwing van de Drift 4, 6 en 8.